# Dreimühlenviertel

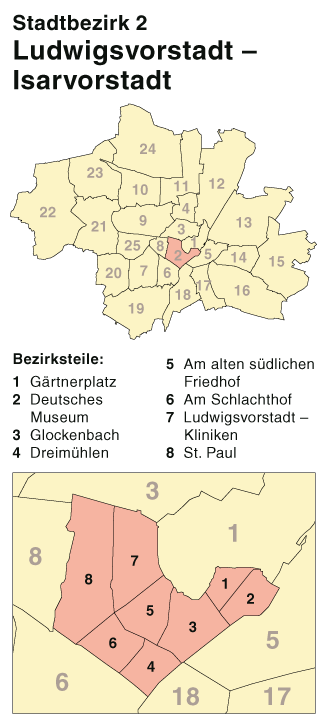
Dreimühlenviertel (4) im Stadtbezirk Ludwigsvorstadt-Isarvorstadt

Das Dreimühlenviertel ist ein Münchner Stadtviertel und gehört zum Stadtbezirk Ludwigsvorstadt-Isarvorstadt. Das Viertel wurde in der späten Gründerzeit ab 1898 im Zuge der Stadterweiterung als Arbeiterviertel errichtet. Mit seiner stadtplanerischen Anlage und seiner in kurzer Zeit entstandenen und geschlossen erhaltenen Bebauung bildet es bis heute ein eigenständiges Ensemble, welches seit 2017 unter Denkmalschutz steht. Namensgebend für das Viertel war der mittlerweile trockengelegte und überbaute Dreimühlenbach.

## Lage
Das Dreimühlenviertel besteht im Wesentlichen aus den vier Straßen Dreimühlenstraße, Ehrengutstraße, Isartalstraße und Reifenstuelstraße. Seit der Umwandlung des ehemaligen Rodenstock-Firmengeländes am südlichen Ende der Auenstraße in ein Wohnquartier wird auch dieser Bereich allgemein zum Dreimühlenviertel gezählt.
Das Viertel grenzt im Osten an die Isar, im Süden an den Bahndamm der Bahnstrecke München–Rosenheim, im Westen an den Schlacht- und Viehhof München und im Norden an die Kapuzinerstraße und das Kapuzinerkloster St. Anton. Bis zur Neueinteilung der Münchner Stadtbezirke 1992 zählte das Dreimühlenviertel zum damaligen Stadtbezirk Glockenbachviertel.
An den Münchner Personennahverkehr ist das Viertel mit der Metrobus-Linie 62 und der StadtBus-Linie 132 angebunden. Anbindung an das Münchner U-Bahn-Netz besteht über die westlich des Viertels gelegenen Haltestellen Implerstraße und Poccistraße.

## Baugeschichte

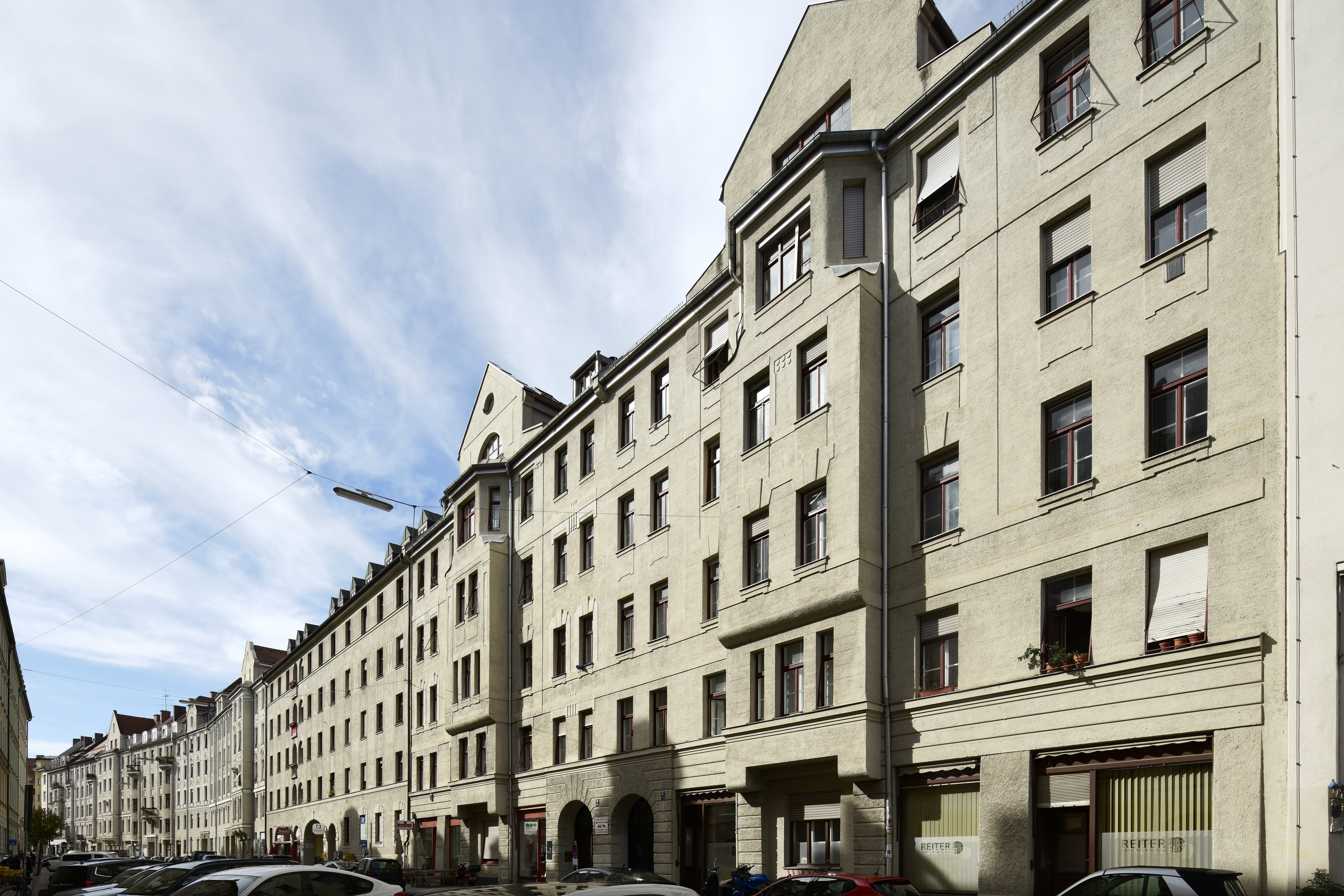
Blick entlang der Fassaden an der Dreimühlenstraße

Das Dreimühlenviertel bildet mit seiner stadtplanerischen Anlage und seiner in kurzer Zeit entstandenen und geschlossen erhaltenen Bebauung ein Ensemble.
Das Viertel zählt zu den planmäßigen Stadterweiterungen Münchens in der zweiten Hälfte des 19. Jahrhunderts. Es entstand ab 1898 auf der Grundlage des Baulinienplans von Theodor Fischer in der letzten von vier Ausbauphasen, als man die bis dahin extensiv genutzten Restflächen überbaute. Der Name rekurriert auf den ehemaligen Dreimühlenbach, ein Seitenarm der Isar, der in Thalkirchen ausgeleitet wurde und auf knapp 2,5 km parallel zum Großen Stadtbach verlief. An der Ecke Isartalstraße mündete er in den Westermühlbach. Die Bezeichnung ist 1712 erstmals schriftlich dokumentiert und bezieht sich auf drei historischen Mühlen, die der Bach einst versorgte, darunter die ehemalige Obere Kaiblmühle, die sich an der Ecke Dreimühlen- und Ehrengutstraße befand. Der Mühlbetrieb wurde 1886 eingestellt, die Mühle wenig später abgetragen. Der Dreimühlenbach war Teil des einst weit verzweigten Münchner Stadtbachnetzes. Die Wasserläufe dienten zum Mühlbetrieb oder zur Flößerei und bestimmten das Erscheinungsbild der Stadt über Jahrhunderte. Im Zuge der Stadterweiterung und der urbanen Verdichtung im Laufe des 19. Jahrhunderts wurden die Bäche bis auf wenige Ausnahmen überbaut und aufgelassen, so auch der Dreimühlenbach im Jahr 1921. Der Westmühlbach dagegen, der die gesamten inneren Münchner Stadtbäche des einst weit verzweigten Münchner Bachnetzes direkt aus der Isar speiste, fließt bis heute offen und vermittelt einen Eindruck der historischen Situation, zumal das rechte Ufer längs der unteren Isartalstraße unbebaut blieb.
Als Fischer 1898 den Baulinienplan für das Quartier zwischen Kapuzinerstraße, Thalkirchner Straße und Isar vorlegte, kennzeichnete die Fläche eine zerstreute Bebauung. Dazu zählte das Mühlanwesen, der ehemalige Kupferhammer an der Ecke Isartal-/Dreimühlenstraße und der ab 1846 neu errichtete Klosterkomplex der Kapuziner, der die Schmerzhafte Kapelle, ein barocker Zentralbau von Wolfgang Zwerger aus dem Jahr 1702, integriert. Die Baulinien formen unregelmäßige, große Blöcke, orientiert am vorhandenen Baubestand und der überkommenen Wegeführung. Im Fall des Dreimühlenviertels war der Verlauf der Stadtbäche die Ausformung maßgeblich bestimmend, wobei sich unter anderem im leicht gekrümmten Verlauf der Dreimühlenstraße der Unterlauf des Baches bis zur Mündungsstelle in nordöstliche Richtung widerspiegelt. Ferner wurde der bereits einseitig besetzte nördliche Abschnitt der Ehrengutstraße übernommen. Fischer folgte damit den Vorstellungen des sogenannten „malerischen Städtebaus“ und wendete sich von der vormals streng-geometrischen Alignement-Planung ab. Man berücksichtigte auf diese Weise die historischen Flur- und Feldstrukturen auch zugunsten der zeitgenössischen Besitzverhältnisse und bewahrte zugleich das gewachsene Erscheinungsbild. Fischers Vorschlag wurde mit geringfügigen Abweichungen realisiert und das Dreimühlenviertel hat die Struktur ebenso wie einen Großteil der zeitgenössischen Bebauung erhalten. Die zeitgenössischen Mietshäuser im Stil der späten Gründerzeit, vornehmlich fünfgeschossige Traufseitbauten mit historischem Stuckdekor, flachen Erkern und hoch aufragenden Zwerchhäusern, entstanden ab 1899 bis circa 1910 und säumen die breiten Straßenzüge geschlossen. Entsprechend überkam auch die historische Parzellierung mit schmalen, tiefen Hinterhöfen nebst einigen freistehenden Nebengebäuden und rückseitig angeschlossenen Seitentrakten. Im selben Zuge siedelten sich etliche kleinindustrielle Betriebe vornehmlich aus dem Textil und Holz verarbeitenden Gewerbe an; sie nutzen die Wasserkraft der unter den Häusern nach wie vor vorhandenen Bäche. Demgemäß war das Dreimühlenviertel ursprünglich ein Arbeiterquartier. Neben der Firma Roeckl zählten dazu der Optikhersteller Rodenstock an der Isartalstraße und die benachbarte Großzimmerei Ehrengut, die das rechte Ufer des Westmühlbaches Ecke Kapuzinerstraße als Stapelplatz nutzte. Der Bereich ist bis heute unbebaut und wird heute als kleiner Park genutzt. An die in den 1970er Jahren abgerissene Handschuhfabrik Roeckl, die 1899 nach Plänen von Emanuel von Seidl errichtet wurde, erinnert ein knapp 125 m langer Abschnitt der ehemaligen neobarocken Hofmauer längs von Isartal- und Ehrengutstraße, die den dreiecksförmigen Roecklplatz im Südosten begrenzt.

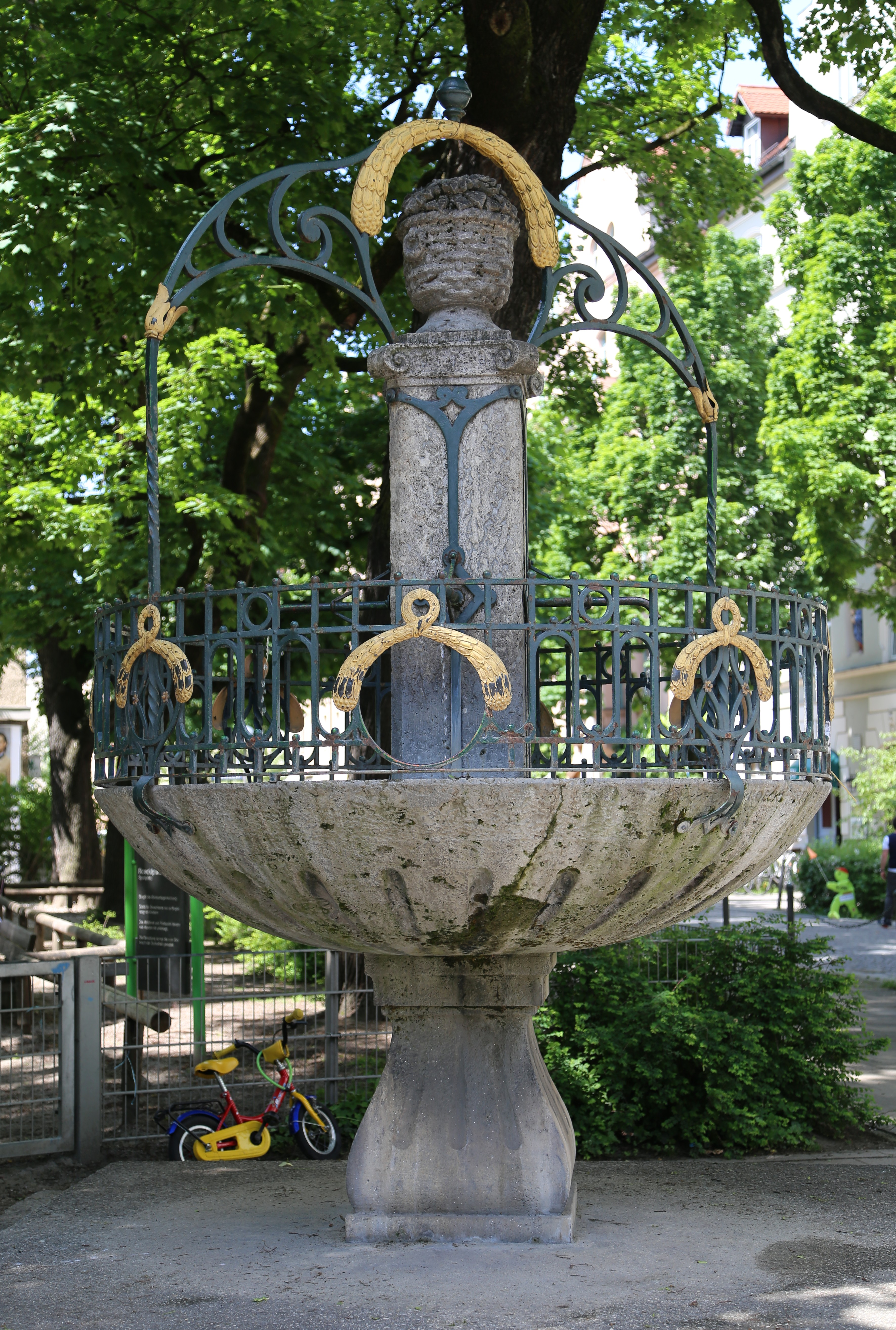
Roeckl-Brunnen, Jugendstil, Schale mit Pfeiler und Gitteraufbau, 1908 von Friedrich Delcroix

In der Mitte des Roecklplatzes steht ein Jugendstil-Schalenbrunnen von Friedrich Delcroix, der 1908 von Heinrich Roeckl gestiftet wurde. Die Westseite kennzeichnet die konvex geschwungene Fassade des Anwesens Roecklplatz 3 mit barockisierender Putzfassade, das 1899–1900 nach Plänen von Georg Müller errichtet wurde. Die akzentuierte Gestaltung hatte Fischer vorweggenommen. Gleiches gilt für die platzartige Ausgestaltung der Kreuzung Reifenstuel-, Ehrengut und Thalkirchner Straße durch die zurückversetzte Lage des Eckbaus Thalkirchner Straße 69.
Die Seelsorge oblag dem alt eingesessenen Kapuzinerkonvent, der frühzeitig auf die Bevölkerungszunahme im Münchner Süden reagierte und bereits 1893–95 die neue, große Pfarrkirche St. Anton westlich des Klostergevierts errichtet hatte. Die Pläne für die neoromanische Basilika stammten von Ludwig Marckert. Das südlich benachbarte Kreszentiastift wurde 1914/15 durch die „Kreszenz Schmitter'sche Pflege- und Versorgungsanstalt für weibliche Personen“ nach Plänen von Hans Steiner im Reformstil errichtet.
Das Dreimühlenviertel kennzeichnet ein bemerkenswert dichter Baubestand aus der Zeit der späten 19. und frühen 20. Jahrhunderts. Das Viertel spiegelt die Planung Fischers auf Grundlage des „malerischen Städtebaus“ im erhaltenen Baubestand und damit einhergehend in der städtebaulichen Anlage anschaulich wider.